# 解脱道論
『解脱道論』（げだつどうろん、巴: Vimutti-magga, ヴィムッティマッガ）は、スリランカ無畏山寺派の僧であるウパティッサ（Upatissa, 優波底沙）によって紀元300年頃に書かれた仏教修道論。

## 概説
南方アビダルマ教学の綱要書であり、戒・定・慧の三学など修道教理を説く。パーリ語の原典は伝わっていない。
無畏山派が12世紀に、現在の南伝上座部仏教の起源である大寺派との政争に敗れて消滅したため、原典は残っていないが、南北朝時代の斉に渡った扶南国（カンボジア）出身の僧サンガパーラ（Saṅghapāla, 僧伽婆羅、460-524）による漢訳が現存している。
『清浄道論』を書いたブッダゴーサは『解脱道論』を学んでいたとする説があり、清浄道論は解脱道論の原典を底本としたという説もある。